# Besantí
Besantí (en llatí Besantinus, en grec Βησαντῖνος) va ser un poeta grec de  Rodes, del qual apareixen dos epigrames a l'Antologia grega que el manuscrit conservat a la Biblioteca Vaticana li atribueix, però un dels quals és considerat tanmateix obra de Pal·les i l'altra obra de Teognis de Megara. D'aquesta darrera, Estobeu diu que era obra de Teognis o bé de Besantí. Símmies de Rodes a Βησαντίνου Ῥόδιου ὠὸν ἢ Δωσιάδα Σιμμίου ἀμφότεροι λὰρ Ρόδιοι indica que era de Rodes. Foci l'anomena Hel·ladi Besantí. El seu nom apareix també com Bisantí (Βισαντῖνος).